# Извоареле (Телеорман)
Извоареле (рум. Izvoarele) насеље је у Румунији у округу Телеорман. Oпштина се налази на надморској висини од 81 m.

## Историја
Православну цркву посвећену Св. арханђелима Михаилу и Гаврилу (Св. Николе) подигао је српски кнез Милош Обреновић. Градња је трајала 1834-1836. године, а иконостас је мање вредности али драгоценост предтавља ктитирска зидна представа кнеза Милоша и његове браће Јеврема и Јована.

## Становништво
Према подацима из 2002. године у насељу је живело 3004 становника.

### Попис2002.
| Расподела становништва по националности 2002.‍ | Расподела становништва по националности 2002.‍ | Расподела становништва по националности 2002.‍ | Расподела становништва по националности 2002.‍ | Расподела становништва по националности 2002.‍ |
| --------------------------------------------- | --------------------------------------------- | --------------------------------------------- | --------------------------------------------- | --------------------------------------------- |
|                                               |                                               |                                               |                                               |                                               |
| Румуни                                        | Румуни                                        |                                               | 2.999                                         | 99,8%                                         |
| Бугари                                        | Бугари                                        |                                               | 5                                             | 0,2%                                          |